# Ridge Racer 2
Ridge Racer 2 (リッジレーサー2 Rijji Rēsā Tsu?) es un videojuego de carreras lanzado por Namco en 1994 para System. A pesar de su nombre, Ridge Racer 2 es más una versión actualizada de Ridge Racer (que se había lanzado el año anterior), que una secuela real.

## Jugabilidad
La jugabilidad es muy parecida a la del original. Sin embargo, a diferencia de la versión vainilla de Ridge Racer (que era un juego para un solo jugador), en Ridge Racer 2 hasta ocho jugadores pueden jugar simultáneamente cuando cuatro gabinetes de dos jugadores están conectados entre sí. El número de un jugador determina su coche.
También hay seis canciones nuevas, incluidas las remezcladas del original, que se pueden seleccionar con la palanca de cambios al principio. La enorme pantalla de televisión sobre la entrada del primer túnel muestra imágenes del título de 1979 de Namco Galaxian (en el original, se estaba reproduciendo Mappy). Todas las vallas publicitarias son para juegos anteriores de Namco, hay un espejo retrovisor en la parte superior de la pantalla, por lo que un jugador puede ver otros autos que vienen por detrás). También hay un cambio de luz diurna de día a noche (un coche que se introduzca en el túnel de la pista durante el día saldrá por el otro extremo por la noche).

## Legado
En 1995, a Ridge Racer/Ridge Racer 2 le siguieron dos verdaderas secuelas. Una secuela de arcade, llamada Rave Racer, que fue desarrollada para System 22 y una secuela de consola doméstica, llamada Ridge Racer Revolution, para la PlayStation (que heredó la banda sonora de Ridge Racer 2).

## Recepción
En Japón, "Game Machine" incluyó a "Ridge Racer 2" en su número del 15 de agosto de 1994 como el cuarto juego de arcade vertical más exitoso del año. Next Generation revisó la versión arcade del juego, calificándola con cuatro estrellas de cinco, y declaró que "se ha agregado un enlace multijugador de ocho usuarios para permitir que Ridge Racer 2 compita en igualdad de condiciones con Sega Daytona USA y el nuevo Ace Driver de Namco".
- Portal:Japón. Contenido relacionado con Videojuegos.